# هاي سكول ميوزيكال (فلم)
مسرحية الثانوية الغنائية، أيضاً معروفة كـهاي سكول ميوزيكال (بالإنجليزية: High School Musical)، هو فيلم تلفزيوني من إنتاج ديزني عام 2006. على إطلاقه في 20 يناير 2006، أصبح من أكثر الأفلام الناجحة التي أفلام قناة ديزني الأصلية (بالإنجليزية: DCOM) المنتجة من أي وقت مضى،  مع تتمة التلفزيون هاي سكول ميوزيكال 2 صدر في عام 2007 وفيلم روائي طويل هاي سكول ميوزيكال 3: سينيور يير المفرج عنهم إلى المسارح في أكتوبر 2008. وهذا هو أول قناة ديزني الفيلم الأصلي أن يكون لها تتمة المسرحية. الفيلم الصوت الألبوم الأكثر مبيعا في الولايات المتحدة لعام 2006, الفيلم من بطولة (زاك إيفرون) و (فانيسا هادجنز), (آشلي تيسدال) و (كوربن بلو), ومن إخراج كيني أورتيغا.
وهاي سكول ميوزيكال فيلم قناة ديزني الأكثر مشاهدة تلك السنة مع 7700000 المشاهدين في بث العرض الأول في الولايات المتحدة، حتى العرض الأول في شهر أغسطس من البنات الفهد 2، الذي حقق 8100000 المشاهدين. في المملكة المتحدة، وانها تلقت 789000 المشاهدين ل في العرض الأول (و 1.2 مليون مشاهد عامة خلال الأسبوع الأول)، مما يجعله الأكثر مشاهدة البرنامج الثاني لقناة ديزني (المملكة المتحدة) لسنة 2006. في 29 ديسمبر 2006، أصبح من أن بث أول قناة ديزني الفيلم الأصلي على البي بي سي. على الصعيد العالمي، فقد رأينا هاي سكول ميوزيكال من قبل أكثر من 225 مليون مشاهد.
مع مؤامرة التي وصفها الكاتب والعديد من النقاد باعتباره التكيف الحديثة من روميو وجولييت،  هاي سكول ميوزيكال هي قصة عن اثنين من الصغار في المدرسة الثانوية من الزمر المتنافسة - تروي بولتون (زاك إيفرون)، كابتن فريق كرة السلة، وغابرييلا مونتيز (فانيسا هادجنز)، وهي طالبة جميلة وخجولة الذي تبترع في الرياضيات والعلوم. معا، وأنها محاولة من اصل لأجزاء في هاي سكول ميوزيكال الرائدة، ونتيجة لذلك، تقسيم المدرسة. على الرغم من محاولات الطلاب الآخرين لاحباط أحلامهم، تروي وغابرييلا مقاومة ضغط الأقران، والمنافسة، وإلهام الآخرين على طول الطريق إلى عدم «التمسك بالوضع الراهن». شاربي ايفانز (آشلي تيسدال)، ملكة الدراما وارتفاع المغنية المدرسة لن تفعل أي شيء لتخريب الصداقة بين تروي وغابرييلا، وأيضا الحصول على الصدارة في المدرسة الموسيقية.
تم تصوير هاي سكول ميوزيكال في الشرق المدرسة الثانوية التي تقع في سولت ليك، في قاعة المدرسة الثانوية موراي، ووسط مدينة سولت لايك سيتي. وكان موراي في مدرسة ثانوية أيضا مجموعة من عدة إنتاجات ديزني الأخرى: خذ أسفل (1978)، قراءتها وانتحب (2006)، يقارنون (2008) ، وهاي سكول ميوزيكال: في الحصول على صورة (2008).

## القصة
تدور قصة الفيلم حول تروي بولتون (زاك إيفرون) بطل كرة السلة وجابرييلا مونتيز (فانيسا هادجنز) الفتاة الذكية اجتمعا في العطلة الشتوية بعد إجبارهم على الغناء معا في حفلة رأس السنة فأصبحوا أصدقاء، ولم يكن من المتوقع أن يتقابلوا مرة أخرى. ولكن أجبرت الشركة التي تعمل بها أم غابرييلا لنقلها إلى منزلا آخر في البوركويركي، حيث تروي يعيش وينتهي بغابرييلا في نفس مدرسة تروي. فقررت المدرسة وضع مسابقة موسيقية، فاشترك كلا من شاربي (آشلي تيسدال) وأخوها راين إيفانز (لوكاس غرابيل) واشترك أيضا تروي وغابرييلا في المسابقة وتدور أحداث الفيلم بقالب غنائي مشوق ومثير; ويعلم أصدقاء تروي وغابرييلا ببداهما الغناء واشتراكهما في مسابقة المدرسة للغناء فيحاولان ابعدها وينجحون لكنهم بعد عدة مشاكل يفوزان ويعودان صديقان، عندما يتم نشر قائمة الاستدعاء، شاربي غاضب من أن تعلم أن لديها المنافسة على الصدارة في الموسيقية، وبقية السكان الطالب يصدمه أن نجم كرة السلة وخجولة، فتاة نيردي يكون اختبارا لعمل مسرحي غنائي. طلاب آخرون من الاعتراف بهم سرا المشاعر والمواهب (العصا على الوضع الراهن)، ينذر بالخطر كل من تايلور وتروي لصديق وزميل عضو فريق كرة السلة، وتشاد دانفورث (كوربن بلو). منذ غابرييلا وافق على الانضمام للفريق الدراسي العشاري، كل من تايلور وتشاد تريد زملائهم إلى التركيز على المنافسات المقبلة بدلا من الموسيقى. للمساعدة في تروي وغابرييلا العودة إلى وضعها الطبيعي، وتشاد، وفريق كرة السلة في خدعة تروي قائلة أن غابرييلا ليس مهما في حين أنها والساعات من خلال واي فاي الارتباط أن الدراسية العشاري لقد أنشأ فريق. غابرييلا بأذى، (عندما كان هناك بيني وبينك)، وتقرر عدم الاختبار للالموسيقية. تروي يحاول التحدث إلى غابرييلا، لكنها ترفض التحدث معه. تشاد وتايلور تشعر بالذنب لتخريب تروي وغابرييلا في العلاقة، وتقرر أن نقول لهم الحقيقة. بعد تشاد وكرة السلة اقول تروي ما فعلوه، وتقديم دعم له في الاسترجاعات، تروي غابرييلا يذهب إلى منزل. على الرغم من البداية غابرييلا يتجنب له، يصطلحا والتمرس على رد مع. المدلى بها من هاي سكول ميوزيكال تغني ونحن جميعا في هذا معا.
تخويف بعد تناهى غابرييلا تروي وممارسة، شاربي يقنع السيدة داربوس لتغيير الوقت الاستدعاء ليتزامن مع كل من بطولة كرة السلة والعشاري الدراسي، بحيث تروي وغابرييلا لا يمكن المشاركة فيها. يسمع شاربي في محادثة مع السيدة داربوس، وفريق كرة السلة وفريق العشاري العمل معا من أجل التوصل إلى خطة. في يوم من المسابقات، وتايلور وغابرييلا إرسال قيادة الكمبيوتر لإغلاق الكهرباء في صالة الألعاب الرياضية، وإرسال الأمر الثاني أن يؤدي إلى ردود الفعل الكيميائية الخطرة التي الأكشاك في مسابقة العشاري. مع كل المسابقات تأخر، تروي وغابرييلا الاندفاع إلى القاعة، وشاربي وريان الانتهاء من تأدية أغنية (بوب إلى الأعلى)، واثقة من أن خطة عمل. تروي وغابرييلا ثم الاختبار للطلبة الآخرين بدء يتدفقون على القاعة من لعبة كرة السلة (كسر الحرة). السيدة داربوس يعطي تروي وغابرييلا على الدور الريادي الذي تؤديه، مما يجعل شاربي وريان بدلاء. تروي وغابرييلا على حد سواء الفوز مسابقات كل منها، وينتهي الفيلم عند المدرسة بأكملها يجمع في صالة الألعاب الرياضية للاحتفال (نحن جميعا في هذا معا).

## طاقم التمثيل
- (زاك إيفرون) بدور (تروي بولتون) هو الشخصية الرئيسية في الفيلم. هو الطالب الأكثر شعبية في الشرق الذكور في مدرسة ثانوية، وكابتن فريق كرة السلة للاسكواش. لهذا الفيلم، وكان الغناء إيفرون والمخلوطة مع صوت المغني ودرو سيلي.
- (فانيسا هادجنز) بدور (غابرييلا مونتيز) هي واحدة من العباقرة على فريق العشاري الدراسية، وهي صديقة تروي بولتون.
- (آشلي تيسدال) بدور (شاربي ايفانز) وهي خصم غابرييلا مونتيز في الفيلم.
- (كوربن بلو) بدور (تشاد دانفورث) هو أفضل صديق للتروي بولتن منذ الطفولة، وصديق مفضل أيضا مع جايسون وزيكي.
- (لوكاس غرابيل) بدور (ريان إيفانز) هو شقيق لشاربي ايفانز.
- (مونيك كولمان) بدور (تايلور ماكيسي) وهي أفضل صديق لغابرييلا مونتيز. وهي كابتن فريق المدرسة ديكاتلون الدراسية.
- (بارت جونسون) بدور (جاك بولتون) هو والد تروي ومدرب فريق كرة السلة.
- (أليسون ريد) بدور (السيدة داربوس) وهي مدرسة الدراما في مؤخرة السامية الشرقية.
- (أوليسيا رولين) بدور (كيلسي نيلسن) وهي طالبة في مدرسة الشرقية. وهي عازفة البيانو والمؤلفة الموسيقية.
- (كريس وارين جونيور) بدور (زيكي بايلور) وهو صديق تروي مع تشاد، ويلعب لفريق كرة السلة. وهو يتمتع أيضا بالطبخ.
- (رايان سانبورن) بدور (جيسون كروس) هو صديق أيضا مع تروي وتشاد، ويلعب لفريق كرة السلة. أنه يميل أيضا إلى طرح أسئلة سخيفة في الصف ويحب النوم.

## الاستقبال
هاي سكول ميوزيكال تلقت مراجعات إيجابية عموما من النقاد. استعراض تجميع موقع الطماطم الفاسدة يعطي الفيلم على درجة من 63 ٪ على أساس 8 التقييمات، مع المعدل من 5,1 من أصل 10.

## أرقام الموسيقية
وكان الصوت صدر يوم 10 يناير 2006 ولأول مرة في عدد 133 على بيلبورد 200، وبيع 7469 نسخة في الأسبوع الأول. في الأسبوع الألبوم الثالث للتخطيط المؤرخة 11 فبراير 2006، ارتفع إلى عشرة عدد، وارتفع منذ ذلك الحين إلى رقم واحد على 200 لوحة مرتين (في 1 مارس و22 مارس) وكان يتم شحنها 3800000 نسخة في 5 ديسمبر، 2006. من تلك النسخ، وقد تم بيع أكثر من 3 ملايين نسخة من أغسطس 2006، بل كانت معتمدة البلاتين أربعة أضعاف من ريا.
| أغنية                       | المشهد                                    | سونغ بصورة رئيسية من جانب                       | المطربين                                        |
| --------------------------- | ----------------------------------------- | ----------------------------------------------- | ----------------------------------------------- |
| "بداية شيء جديد"            | تروي وغابرييلا                            | غير معروف                                       | تزلج المنتجع الجبلى                             |
| "رئيس في لعبة"              | تروي                                      | لاعبين لكرة السلة                               | الشرق السامي الجمنازيوم                         |
| "ما لقد كنت تبحث عن"        | ريان وشاربي                               | غير معروف                                       | الشرق السامي قاعة                               |
| "ما كنت قد تبحث عن (كرر)"   | تروي وغابرييلا                            | غير معروف                                       | الشرق السامي قاعة                               |
| "التمسك بالوضع الراهن"      | زيكي، مارثا، المتزلج المتأنق، شاربي، راين | لاعبو الاسطوانات، الرجال المتزلج، القطط الوحشية | الشرق السامي الكافتيريا                         |
| "عندما كان هناك لي ولكم"    | غابرييلا                                  | غير معروف                                       | الشرق السامي لمختبر العلوم والممرات والكافتيريا |
| "بوب إلى الأعلى"            | ريان وشاربي                               | غير معروف                                       | الشرق السامي قاعة                               |
| "كسر الحرة"                 | تروي وغابرييلا                            | غير معروف                                       | الشرق السامي قاعة                               |
| وقال "نحن جميعا في هذا معا" | تروي، غابرييلا، ريان، شاربي               | القطط الوحشية                                   | الشرق السامي الجمنازيوم                         |

## دي في دي
وكان دي في دي من الفيلم صدر يوم 23 مايو 2006 تحت عنوان المدرسة الثانوية الموسيقية: الطبعة الظهور. خلق ذلك مبيعات قياسية عندما بيعت 1.2 مليون نسخة في أول ستة أيام من، مما يجعل من الفيلم التلفزيوني الأسرع مبيعا على الإطلاق. هو، ومع ذلك، (بالإنجليزية: DCOM) الثانية (قناة ديزني الفيلم الأصلي) على دي في دي لتكون البلاتين معتمدة في مبيعات دي في دي، الأول هو الفهد البنات. كما أصدرت المدرسة الثانوية دي في دي الموسيقي في أستراليا يوم 12 يوليو 2006 من خلال والت ديزني وأفرج عنه في الإقليم الأوروبي في 2 4 ديسمبر 2006 حيث ذهب للوصول إلى رقم واحد في الخرائط دي في دي في المملكة المتحدة. وظهر أيضا في جنوب أفريقيا قناة ديزني، قناة ديزني آخر في ذلك الوقت في نصف الكرة الجنوبي. وكان دي في دي الأعلى مبيعا في أستراليا في أغسطس 2006. وبالإضافة إلى ذلك، تم الإفراج عن 3 دي في دي المنطقة على 10 أكتوبر في هونغ كونغ. كما نشر في تايوان يوم 15 ديسمبر 2006. وهذا هو أول منطقة (بالإنجليزية: 3 DCOM) دي في دي سراح أي وقت مضى. وكان أفرج عنه في المكسيك يوم 10 نوفمبر والبرازيل يوم 6 ديسمبر ليتزامن مع عيد الميلاد وجلوبو بث الفيلم.
وكانت الطبعة ريميكس، طبعة 2 قرص الخاص، الذي صدر يوم 5 ديسمبر 2006. دي في دي ريميكس صدر في فرنسا يوم 20 يونيو 2007. وفي ألمانيا يوم 13 سبتمبر 2007. وأطلق سراح دي في دي ريميكس في المملكة المتحدة في 10 سبتمبر 2007.
وعلى الرغم من يجري تصويره في الجانب نسبة 1.85:1، فإن كلا من الأصلي وريميكس طبعة دي في دي النشرات تضمن «كامل الشاشة» نسخة 1.33:1 (وإن لم يكن لعموم والمسح الضوئي والكاميرا مباشرة يبقى في وسط الصورة)، تنسيق في الفيلم كما هو موضح في قناة ديزني. الشاشة العريضة، وارتفاع تعريف الإصدار متاح فقط على راي ديزني بلو في أمريكا الشمالية، وبعد ذلك تم عرض في المملكة المتحدة على بي بي سي واحد، اثنان بي بي سي، بي بي سي وعالية الدقة. ونسخة عالية الدقة يتوفر أيضا على إكس بوكس لايف سوق لسوق الولايات المتحدة.

## وسائط أخرى

### هاي سكول ميوزيكال 2
هاي سكول ميوزيكال 2 هو تتمة لفيلم ديزني قناة الأصل، هاي سكول ميوزيكال. لأول مرة على 17 أغسطس 2007 على قناة ديزني في الولايات المتحدة، وعلى آله في كندا. العرض الأول في جلب ما مجموعه 17300000 المشاهدين في الولايات المتحدة ما يقرب من 10 ملايين آخرين من سابقتها، مما يجعله (في ذلك الوقت من بث به) أعلى تصنيف قناة ديزني الفيلم حتى الآن، والفيلم التلفزيوني الأكثر مشاهدة حتى الآن.

### هاي سكول ميوزيكال 3: سينيور يير
هاي سكول ميوزيكال 3: سينيور يير هي الدفعة الثالثة في امتياز من إنتاج شركة ديزني هاي سكول ميوزيكال. وكان أفرج عنه في المسارح في جميع أنحاء الولايات المتحدة يوم 24 أكتوبر 2008. عاد كيني اورتيغا مديرا ومصممة الرقصات، كما فعل جميع الجهات الفاعلة الرئيسية الستة. الفيلم يحمل حاليا الرقم القياسي لهذا الفيلم أعلى الإيرادات الموسيقية في افتتاحه في مطلع الأسبوع، مع أكثر من 80000000 $ في جميع أنحاء العالم.

### هاي سكول ميوزيكال: التحدي (الأرجنتين)
هاي سكول ميوزيكال: التحدي (الأرجنتين) هو العرضية من فيلم هاي سكول ميوزيكال الأمريكية للسوق الأرجنتيني، استنادا إلى معركة كتاب العصابات. وصل الفيلم الأرجنتيني في دور السينما يوم 17 يوليو 2008.

### هاي سكول ميوزيكال: التحدي (البرازيل)
هاي سكول ميوزيكال: ويتمثل التحدي في العرضية للمدرسة الثانوية الأميركية الفيلم الموسيقي. ويستند الكتاب مستلهم البرازيلي في معركة العصابات. وكان عرض الفيلم في دور السينما البرازيلية يوم 5 فبراير 2010.

### هاي سكول ميوزيكال: التحدي (الصين)
هاي سكول ميوزيكال: التحدي (الصين) هو العرضية من مدرسة ثانوية أميركية الفيلم الموسيقي للسوق الصينية، ويجري حاليا إنتاج، ومن المتوقع أن يصدر في يوليو 2010.

### الحفلة الموسيقية
في «حفلة: هاي سكول ميوزيكال» جولة بدأت يوم 29 نوفمبر 2006 مستهلا في سان دييغو، كاليفورنيا. وواصل جولته حتى 28 يناير 2007 أداء في المدن الكبرى في جميع أنحاء الولايات المتحدة وكندا وأمريكا اللاتينية. وتضمن الحفل كل من أعضاء فريق العمل الأصلي باستثناء زاك إيفرون، الذي كان إطلاق النار مثبتا للشعر. استعيض إيفرون التي درو سيلي (الذي صوت والمخلوطة مع إيفرون خلال فيلم). وتضمن الحفل الأغاني الأصلية من الفيلم، فضلا عن أغنيات من فانيسا هادجنز، آشلي تيسدال، وكوربن بلو.

### المرحلة الموسيقية

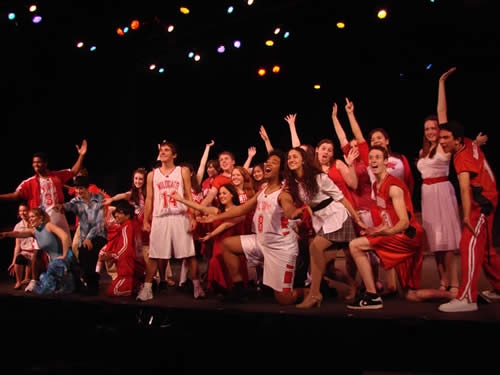
المحيط الهادئ مرجع مسرح مدرسة لإنتاج الفنون المسرحية من إنتاج شركة ديزني هاي سكول ميوزيكال.

في 1 أغسطس 2006، أعلن أن إعلان حفلة الصيف مانور (بالإنجليزية: Stagedoor) مخيم المسرح، وظهرت في فيلم كامب، ستكون مقرا لإنتاج أول هاي سكول ميوزيكال على المسرح.
نورث شور موسيقى مسرح في بيفرلي، كان ماجستير إنتاج المرحلة من تشغيل المدرسة الثانوية الموسيقية حتى نهاية يوليو 2007، ويضم برودواي الممثل أندرو كينان، كيت بولغر وروكويل، الذي بلغ نصف النهائي على الشحوم: أنت واحد التي أريد !، وشاربي. نظمت مدرسة المحيط الهادئ مرجع مسرح للفنون المسرحية العرض كاليفورنيا في عام 2007 (الذي أحيا في 2008)، وقدم العرض الأول الساحل الغربي من 2 هاي سكول ميوزيكال في يناير 2009.
مسرح النجوم في أتلانتا، جورجيا كانت أول شركة المهنية للوضع على هاي سكول ميوزيكال.
محاكاة ساخرة، تم إنشاء مخيف الموسيقية في أيرلندا الشمالية.

### جولة الجليد
«فيلد الترفيه» المنتجة جولة عالمية بعنوان هاي سكول ميوزيكال: إن جولة الجليد الذي كان العرض الأول في العالم في مدينة نيويورك يوم 29 سبتمبر 2007  ويلقي شملت العالم للناشئين 2004 على الميدالية البرونزية والأردن (بالإنجليزية: Brauninger) 2004-2005 الأسترالية الوطنية. بطل برادلي سانتر. وتضمن إظهار العناصر وأغاني من الفيلم الأصلي على حد سواء وتتمته، هاي سكول ميوزيكال 2 وتضمن العرض الخاص للهاي سكول ميوزيكال 3: سينيور يير عندما الفيلم الذي يحمل نفس الاسم لأول مرة في المسارح.

### سلسلة كتاب
في يونيو 2006، نشرت الصحافة ديزني هاي سكول ميوزيكال: الرواية جديد، و(بالإنجليزية: Novelization) من الفيلم الناجح. ضرب هذه الرواية رقم واحد على صحيفة نيويورك تايمز أفضل قائمة بيع وبقيت على لائحة ستة عشر أسبوعا. واعتبارا من أغسطس 2007، الرواية باعت أكثر من 4.5 مليون نسخة، مع 1000000 نسخة من الرواية المتابعة بالتسجيل، هاي سكول ميوزيكال 2: يتم شحنها الرواية جديد، لتجار التجزئة الأمريكية. «هاي سكول ميوزيكال 3: سينيور يير الرواية جديد» خرج في 23 سبتمبر 2008. بعد وقت قصير من نجاح الرواية الأصلية، أعلنت شركة ديزني أن سلسلة كتاب بعنوان قصص من الشرق السامي، وسوف تنشر في فبراير 2007 مع كتاب جديد يتم نشرها كل 60 يوما حتى يوليو 2008. كما يأتي إلى انكلترا، في (بالإنجليزية: O2).

### ألعاب الفيديو
- «هاي سكول ميوزيكال: غنائها!»
- «هاي سكول ميوزيكال: ماكين 'قص!»
- «هاي سكول ميوزيكال 2: هذا العمل خارج دي أس»
- «هاي سكول ميوزيكال 3: سينيور يير الرقص!»
- «هاي سكول ميوزيكال 3: سينيور يير دي أس»
- «ديزني غنائها! - هاي سكول ميوزيكال 3: سينيور يير»

أنتجت استوديوهات ديزني التفاعلية 6 ألعاب الفيديو استنادا إلى سلسلة هاي سكول ميوزيكال، مع كل غطاء من الألعاب والموسيقى والفيديو دمج الأغاني والمؤامرات من الأفلام.

### هاي سكول ميوزيكال: في الحصول على صورة
خلال شهري يوليو وأغسطس 2008، بث أي بي سي منافسة حقيقة على أساس السلسلة، هاي سكول ميوزيكال: في الحصول على صورة  التي تستضيفها نيك لاتشي. ويبدو أن الفائز من العرض في الموسيقى والفيديو خلال اعتمادات هاي سكول ميوزيكال 3. سلسلة لأول مرة إلى مراتب متدنية، مع المعرض القادمة في المركز الرابع في موعدها لها. وفي المملكة المتحدة، وتظهر الحقيقة مثبتا للشعر بعنوان: لأول مرة في 2008 مدرسة موسيقية على (بالإنجليزية: Sky1). ورأى أن فريقا من المدربين الصوتية، وبالنيابة المدربين ومصممي الرقص إجراء الاختبارات في المدارس العادية حيث شاملة مزيج من الطلاب يمكن أن الاختبار لإنتاج الطرف الغربي من برودواي الموسيقية ضرب، مثبتا للشعر. على الرغم من أن الموسيقى لم يكن يتم تنفيذ المدرسة الثانوية الموسيقية، وكان الفيلم الإلهام وراء العرض. وقدم عرض عن طريق دينيس فان أوتين وكان الفضل، جنبا إلى جنب مع المدرسة الثانوية الموسيقية، لجيل ملهمة للأطفال في المملكة المتحدة للوصول إلى عمل مسرحي.

## الجوائز
| السنة                      | الجائزة                                                                      | الفئة   | النتيجة |
| -------------------------- | ---------------------------------------------------------------------------- | ------- | ------- |
| 2006                       |                                                                              |         |         |
| بيلبورد ميوزيك أوارد       | الصوت الألبوم من السنة                                                       | فوز     |         |
| جائزة إيمي                 | المعلقة تصميم الرقصات قائمة الأطفال في البرنامج                              | فوز     |         |
| اختيار جائزة المراهقين     | التلفزيون - اختيار نجمة الاندلاع (زاك إيفرون)                                | فوز     |         |
| اختيار جائزة المراهقين     | التلفزيون - الكيمياء اختيار (زاك إيفرون) - (فانيسا هادجنز)                   | فوز     |         |
| جائزة جمعية نقاد التلفزيون | المعلقة الإنجاز في برامج الأطفال                                             | فوز     |         |
| جائزة الموسيقى الأمريكية   | أفضل ألبوم البوب                                                             | ترشيحات |         |
| بيلبورد ميوزيك أوارد       | الألبوم من السنة                                                             | ترشيحات |         |
| جائزة إيمي                 | صب المعلقة للفيلم، مسلسلات، أو الخاصة                                        | ترشيحات |         |
| جائزة إيمي                 | أفضل إخراج لفيلم، مسلسلات، أو التمثيلية الخاصة                               | ترشيحات |         |
| جائزة إيمي                 | الأصلي الموسيقية الرائعة وكلمات ألبوم هاي سكول ميوزيكال                      | ترشيحات |         |
| جائزة إيمي                 | الأصلي الموسيقية الرائعة وكلمات أغنية (كسر الحرة) من ألبوم هاي سكول ميوزيكال | ترشيحات |         |

## مكان التصوير
- الجزء الأول: ألباكيوكي، نيومكسيكو
- الجزء الثاني: ألباكيوركي، نيومكسيكو، أورلاندو، فلوريدا
- الجزء الثالث: ألباكيوركي، نيومكسيكو

## وصلات خارجية
- الموقع الرسمي
- مقالات تستعمل روابط فنية بلا صلة مع ويكي بيانات
- هاي سكول ميوزيكال (فيلم) في قاعدة بيانات الأفلام العربية